# Борис Щърбев
Борис Щърбев (роден на 2 юли 1991 в Благоевград) е български футболист, който играе за ОФК Пирин (Благоевград).

## Кариера
Борис Щърбев започва да тренира футбол в частната школа Пирин 2001 (Благоевград) на Ивайло Андонов. През лятото на 2009 г. преминава в юношеската формация на Черноморец (Бургас). Той е един от тримата играчи заедно с Димитър Благов и Ник Дашев от Пирин 2001 (Благоевград), които се преместват в бургаската футболна академия. През 2011 г. дебютира в професионалния футбол с екипа на Черноморец Поморие. Напуска отбора и се завръща в Благоевград през февруари 2012 г., присъединява се към новоучредения ОФК Пирин (Благоевград).

## Статистика по сезони[2]
| Сезон    | Отбор           | Първенство | Мачове | Голове |
| -------- | --------------- | ---------- | ------ | ------ |
| 2011/пр. | Черноморец (Пм) | Б група    | 7      | 2      |
| 2011/12  | Черноморец (Пм) | Б група    | 2      | 0      |
| 2012/пр. | Пирин (Бл)      | В група    | ?      | ?      |